# 2025 à Monaco
Chronologie de Monaco
- 2021
- 2022
- 2023
- 2024
- 2025
- 2026
- 2027
- 2028
- 2029

Cet article traite des événements qui se sont produits durant l'année 2025 à Monaco.

## Événements

### Janvier
- 17 janvier : Didier Guillaume, ministre d'État de Monaco, meurt en fonction à Nice.
- 22 au 26 janvier : 93e Rallye automobile Monte-Carlo.
- 23 janvier : funérailles de Didier Guillaume à la cathédrale Notre-Dame-Immaculée de Monaco[1].

### Avril
- 6 au 13 avril : tournoi de tennis de Monte-Carlo.

### Mai
- 23 au 25 mai : Grand Prix automobile de Monaco 2025.

### Juin
- 4 juin : Philippe Mettoux est nommé ministre d'État, mais renonce le 27 juin.
- 7 et 8 juin : visite d'État du président de la République française, Emmanuel Macron[2].

### Juillet
- 3 juillet : Christophe Mirmand est nommé ministre d'État, pour prendre ses fonctions le 21 juillet.